# Newmanoperla exigua
Newmanoperla exigua är en bäcksländeart som först beskrevs av Douglas E. Kimmins 1951.  Newmanoperla exigua ingår i släktet Newmanoperla och familjen Gripopterygidae. Inga underarter finns listade i Catalogue of Life.